# WTF con Marc Maron
WTF con Marc Maron es un programa de radio y podcast semanal presentado por el comediante Marc Maron. El espectáculo se lanzó en septiembre de 2009 y es producido por el excompañero de trabajo de Maron en Air America Radio Brendan McDonald. A principios de 2011, el programa comenzó a recibir buena prensa, incluidos artículos en The New York Times.

## Historia previa
El título del programa proviene de la abreviatura de la jerga de Internet WTF (por "What the fuck ?"). WTF se lanzó en septiembre de 2009 tras la cancelación del programa de radio terrestre de Maron en Air America Radio Breakroom Live with Maron & Seder. Maron mantuvo su tarjeta del edificio de Air America y, sin permiso, usó sus estudios para grabar los primeros episodios de WTF.
Después de los primeros episodios, Maron se mudó de Nueva York a California. La mayoría de los episodios del programa generalmente se graban en el garaje de la casa de Maron, apodado "The Cat Ranch", en Los Ángeles. Termina la mayoría de los pódcast con la frase "Boomer vive" en honor a un gato que trajo de Nueva York, el cual desapareció. La frase se convirtió en un hashtag y el nombre de su productora.
Algunas veces, los programas se graban en varias habitaciones de hotel (mientras se encuentra de viaje en la carretera), en las oficinas de sus invitados u otros lugares. Cada espectáculo comienza con una muestra de audio de una de las líneas de Maron de la película Almost Famous: "Lock the gates!"
Varias personalidades han rechazado invitaciones para aparecer en el programa, incluidos Daniel Tosh, Tom Waits, Jon Stewart, Albert Brooks, Shecky Greene y Bill Cosby.
El programa comenzó a ser distribuido a la radio por Public Radio Exchange en 2012.

## Recepción
WTF ha recibido críticas generalmente positivas, incluidas críticas positivas en The New York Times y Entertainment Weekly. En promedio, recibe más de 220,000 descargas por episodio, y el programa supuestamente alcanzó los 100 millones de descargas el 9 de diciembre de 2013. En 2014, la revista Rolling Stone incluyó a WTF en el número 1 en su lista de Los 20 mejores podcasts de comedia en este momento.

## Pódcast notables
- Louis C.K. dio una entrevista de dos episodios, en la que Maron y CK revelaron que los dos tuvieron una pelea, y discutieron y reavivaron su antigua amistad. Durante el pódcast, CK se volvió audiblemente emocional al hablar sobre el nacimiento de su primera hija. Slate calificó la entrevista como el mejor episodio de podcast de todos los tiempos en una lista de 2014.[13][14][15]
- En 2013, el asistente de Maron preguntó si estaría interesado en entrevistar a Kevin McDonald, a lo que Maron, fanático de la compañía de comedia The Kids In The Hall, estuvo de acuerdo. El día de la entrevista, Maron fue recibido por un publicista que dijo que su cliente llegaría para promocionar la película que había dirigido. Maron se sorprendió de que McDonald tuviera un publicista y no sabía que había dirigido una película, pero pensó poco en ello, ya que rara vez investiga mucho o se prepara antes de las entrevistas, y especialmente para los invitados con cuyo trabajo ya está familiarizado. Cuando llegó el entrevistado, Maron se enteró de que no era el comediante de Kids In The Hall Kevin McDonald, sino el director de cine escocés Kevin MacDonald, del que Maron nunca había oído hablar. Como MacDonald había llegado temprano, Maron se excusó, luego investigó a MacDonald y se enteró de que había dirigido El último rey de Escocia, que había visto, y Being Mick, de la que había oído hablar. Maron usó este conocimiento como punto de partida para la conversación, pero la entrevista fue más corta que un episodio típico (que Maron especuló que MacDonald no notó, ya que no parecía estar particularmente familiarizado con el pódcast). Más tarde, al toparse con el otro Kevin McDonald mientras ambos actuaban en Los Ángeles, Maron lo invitó a una entrevista, por lo que podría ser un segundo segmento del episodio de podcast. McDonald estuvo de acuerdo, diciendo que nunca había conocido al director, pero ambos estaban representados por la Agencia William Morris y habían sido confundidos antes (incluso una vez por el Servicio de Impuestos Internos). El episodio fue lanzado con el título" Kevin MacDonald/Kevin McDonald" el 10 de marzo de 2014.[16]
- Carlos Mencia entró y discutió las acusaciones de su plagio de otros cómics. Después de la entrevista, Maron dijo que "algo no me ha sentado bien". Investigó más y entrevistó a los autores de cómics Willie Bárcena y Steve Treviño, quienes ofrecieron relatos del robo de material de Mencía. Luego, Maron contactó a Mencía, quien inmediatamente regresó para una entrevista de seguimiento. Mencía admitió que durante la entrevista inicial, "tenía una agenda", y luego discutió las acusaciones y su reputación de una manera mucho menos cautelosa y más directa.[17][18]
- Maron se enfrentó a Dane Cook sobre las acusaciones de plagio de Louis C.K. y sobre su tensión con Steve Byrne.[19]
- Maron planteó acusaciones en línea contra Gallagher por su interpretación de material homofóbico. Se produjo una discusión, en la que Gallagher se convirtió en el primer y único invitado en el pódcast en abandonar a mitad de la entrevista.[20]
- En una transmisión especial de WTF Uncovered, Maron emitió una grabación de septiembre de 2016 con Jerry Lewis que se planeó como un episodio completo. El episodio nunca fue lanzado, ya que Lewis terminó el programa abruptamente después de unos 20 minutos de conversación.
- Todd Glass usó su aparición en el pódcast para salir del armario como gay.[21][22]
- Todd Hanson dio un relato detallado de su intento de suicidio en una habitación de hotel en Brooklyn, y habló sobre su lucha de por vida con la depresión.[23]
- Kevin Smith se quejó de la falta de participación de Bruce Willis en la promoción de la película Cop Out, lo que provocó una disputa pública entre los dos.[24]
- En un episodio lanzado en abril de 2010, Robin Williams habló sobre la posibilidad de pensar en el suicidio.[25] Más tarde, Maron volvió a publicar el episodio después de la noticia de la muerte de Williams, completa con nuevos segmentos de presentadores que hablan sobre cuánto el episodio dio forma al programa y su propia vida personal.[26]
- El entonces Presidente de los Estados Unidos Barack Obama grabó una entrevista en junio de 2015 (grabada el viernes 19 de junio de 2015 en el garaje). La entrevista recibió mucha atención de los medios debido al uso que hizo el presidente de la palabra "negro" mientras hablaba del racismo en Estados Unidos.[27]
- Maron entrevistó al creador de Saturday Night Live, Lorne Michaels, en octubre de 2015. La entrevista fue significativa porque a lo largo de la historia del podcast, Maron discutía con frecuencia sobre Michaels y su propio rechazo de ser contratado para SNL a mediados de la década de 1990. La entrevista de dos horas se publicó en noviembre de 2015.[28]
- El miembro del elenco de Saturday Night Live Pete Davidson apareció en el programa en septiembre de 2017 y reveló su diagnóstico y tratamiento para el trastorno límite de la personalidad.[29]
- El actor Sean Penn habló sobre su libro Bob Honey Who Just Do Stuff como una forma de catarsis para los eventos actuales, ya que ya no quiere hacer películas.[30]
- En febrero de 2019, la actriz Mandy Moore reveló en el pódcast que su matrimonio con el músico Ryan Adams fue "completamente insalubre" y emocionalmente abusivo.[31]